# Comté de Greene (Pennsylvanie)
Pour les articles homonymes, voir Comté de Greene.
Le comté de Greene est un comté américain de l'État de Pennsylvanie. Au recensement de 2010, le comté comptait 40 672 habitants. Il a été créé le 9 février 1796, à partir du comté de Washington et tire son nom du Général Nathanael Greene. Le siège du comté se situe à Waynesburg.
Le comté fait partie de la région métropolitaine de Pittsburgh.

## Démographie
| Groupe            | Comté de Greene | Pennsylvanie | États-Unis |
| ----------------- | --------------- | ------------ | ---------- |
| Blancs            | 91,5            | 73,5         | 58         |
| Latino-Américains | 1,4             | 8,1          | 19         |
| Afro-Américains   | 3               | 10,5         | 12,1       |
| Asiatiques        | 0,3             | 3,4          | 6,2        |
| Métis             | 3               | 3,3          | 4,1        |
| Autres            | 0,2             | 0,4          | 0,5        |
| Amérindiens       | 0,2             | 0,1          | 0,9        |
| Océano-américains | 0,02            | 0,02         | 0,2        |
| Total             | 100             | 100          | 100        |